# (38470) 1999 TL36
1999 تي أل 36 (ويعرف أيضًا باسم (38470) 1999 تي أل 36 وفق تسمية الكوكب الصغير) (بالإنجليزية: 1999 TL36)‏ هو كويكب ضمن حزام الكويكبات؛ وترتيبه 38470 من حيث الاكتشاف.
اكتُشف هذا الجُرم الفلكي بواسطة مرصد لويل للبحث عن الأجرام القريبة من الأرض في 12 أكتوبر 1999.

## وصلات خارجية
- (38470) 1999 TL36 في قاعدة بيانات مختبر الدفع النفاث لأجرام النظام الشمسي الصغيرة

- الاكتشاف · مخطط المدار ·  العناصر المدارية · المعلمات المادية

- (38470) 1999 TL36 على موقع ويكي سكاي: DSS2, SDSS, GALEX, IRAS, Hydrogen α, X-Ray, Astrophoto, Sky Map, Articles and images